# Старая дубовая роща
«Ста́рая дубо́вая ро́ща» (укр. «Старий дубовий гай») — ботанический памятник природы местного значения, расположенный на территории Соломенского района Киевского горсовета (Украина). Создан 2 декабря 1999 года. Площадь — 0,3 га. Землепользователь — коммунальное предприятие по содержанию зелёных насаждений в Соломенском районе.

## История
Эта территория с вековыми дубами является остатком прежних больших дубрав, которые в конце XIX в. ещё существовали вдоль старого русла Лыбеди. Вырубка их была начата в 80-х годах XIX века в связи со строительством железной дороги Киев — Одесса (Киево-Балтская железная дорога). Рядом с железной дорогой дубовые леса просуществовали еще довольно долго. На правом берегу до 20-х годов XX века существовал так называемый Шулявский (Кадетский) гай (см. uk:Парк «Супутник»), на левом — до наших времен остался этот старый гай.
Ботанический памятник природы местного значения был создан решением Киевского горсовета № 147/649 от 2 декабря 1999 года с целью сохранения, охраны и использования в эстетических, воспитательных, природоохранных, научных и оздоровительных целях наиболее ценных экземпляров паркового строительства. На территории памятника природы запрещена любая хозяйственная деятельность, в том числе ведущая к повреждению природных комплексов.

## Описание
Памятник природы расположен в исторической местности Шулявка (Кадетская роща) на участке между улицами Борщаговская (дома № 139-141 и 143А) и Дашавская (дом № 20).
Рядом расположены остановки Алексы Тихого и Индустриальная маршрутов скоростного трамвая № 1, 3 (от станций метро «Вокзальная» и «Политехнический институт»). Близлежащая станция метро   «Шулявская».

## Природа
Памятник природы представлен группой деревьев дуба обыкновенного, которая является остатками природного древостоя.